# Beatriz Novoa
Beatriz Novoa Valencia (Santiago, Chile, 5 de febrero de 2001) es una voleibolista chilena, que representa internacionalmente a su país desde el año 2018. Actualmente es jugadora del Pays d'Aix Venelles VB de Francia.  Formada en la cantera del club Providencia, ha pasado por diversos clubes de Sudamérica y Europa.

## Trayectoria

### Clubes
| Club                       | País      | Año         |
| -------------------------- | --------- | ----------- |
| Club Providencia           | Chile     | 2017 - 2018 |
| Gigantes del Sur           | Argentina | 2018        |
| Club Deportivo Murano      | Chile     | 2019        |
| Club Voleibol Barcelona    | España    | 2019 - 2020 |
| Deportivo Alianza          | Perú      | 2020 - 2021 |
| Club Voleibol Barcelona    | España    | 2021        |
| CD Boston College Voleibol | Chile     | 2022        |
| CV Sayre                   | España    | 2022 - 2023 |
| CV Hidramar Gran Canaria   | España    | 2023 - 2024 |
| Pays d'Aix Venelles VB     | Francia   | 2024-       |

## Selección nacional
Novoa forma parte de la selección femenina de voleibol de Chile. Con el equipo participó de la Copa Panamericana de Voleibol Femenino (en todas las ediciones del torneo desde 2018 hasta 2022), también fue seleccionada juvenil participando en varios certámenes como los Juegos Panamericanos de Cuba U18 en 2017. 
Su última participación con el combinado chileno fue cuando compitió en los Juegos Panamericanos de 2023 realizado en su país, -donde terminaron en la quinta ubicación, siendo la joven capitana y la máxima anotadora del Team Chile de vóleibol. 

### Premios individuales
- 2023: Juegos Panamericanos - Mejor atacante y máxima anotadora